# پرندگان آزاد
پرندگانِ آزاد (به انگلیسی: Free Birds) یک پویانمایی رایانه‌ای آمریکایی در سبک کمدیِ دوستانه محصول سال ۲۰۱۳ می‌باشد که توسط استودیوهای خلاق ریل اف‌ایکس تولید شده است. جیمی هیوارد کارگردان فیلم، از صدای اوون ویلسون، وودی هرلسون و امی پولر استفاده کرده است. عنوان اصلی فیلم بوقلمون‌ها (Turkeys) بود که رلتیویتی مدیا برای ۲۰۱۴ برنامه‌ریزی کرده بود اما در سال ۲۰۱۳ منتشر شد.
فیلم پرندگان آزاد به‌طور کلی نقدهای منفی از منتقدان دریافت کرد و ۱۱۰ میلیون دلار در سراسر جهان در برابر بودجه ۵۵ میلیون دلاری به دست آورد.

## داستان
رجی بوقلمون (اوون ویلسون) همواره از روز شکرگزاری ترس و واهمه دارد چرا که در آن روز بوقلمون‌ها در منوی غذایی هستند. در هر حال، تلاش او برای هشدار گلهٔ بوقلمون‌ها بی‌نتیجه می‌ماند. هنگامی که بوقلمون‌های دیگر در نهایت متوجه قضیه می‌شوند، رجی را به داخل گرگ‌ها می‌اندازند تا جان خودشان را نجات دهند. در پیچ و تاب سرنوشت، او با «بوقلمون عفو شده» از سوی رئیس‌جمهور ایالات متحده آشنا می‌شود که پس از آن به کمپ دیوید برده می‌شود. اگر چه رجی در ابتدا مردد است، اما به زودی…

## بازخوردها
- در سایت راتن تومیتوز، این فیلم بر اساس رای ۹۱ نقد منتقد، ۲۰ درصد تأیید و میانگین امتیاز ۴٫۳/۱۰ را دارد.[۴]
- در متاکریتیک، این فیلم بر اساس نقدهای ۲۷ منتقد، امتیاز ۳۸ از ۱۰۰ را به دست آورده است که نشان‌دهنده «بررسی‌های عموماً نامطلوب» است.[۵]
- تماشاگران در نظرسنجی سینماسکور به فیلم نمره متوسط "A-" در مقیاس A+ تا F دادند.[۶]